# Бутилочка

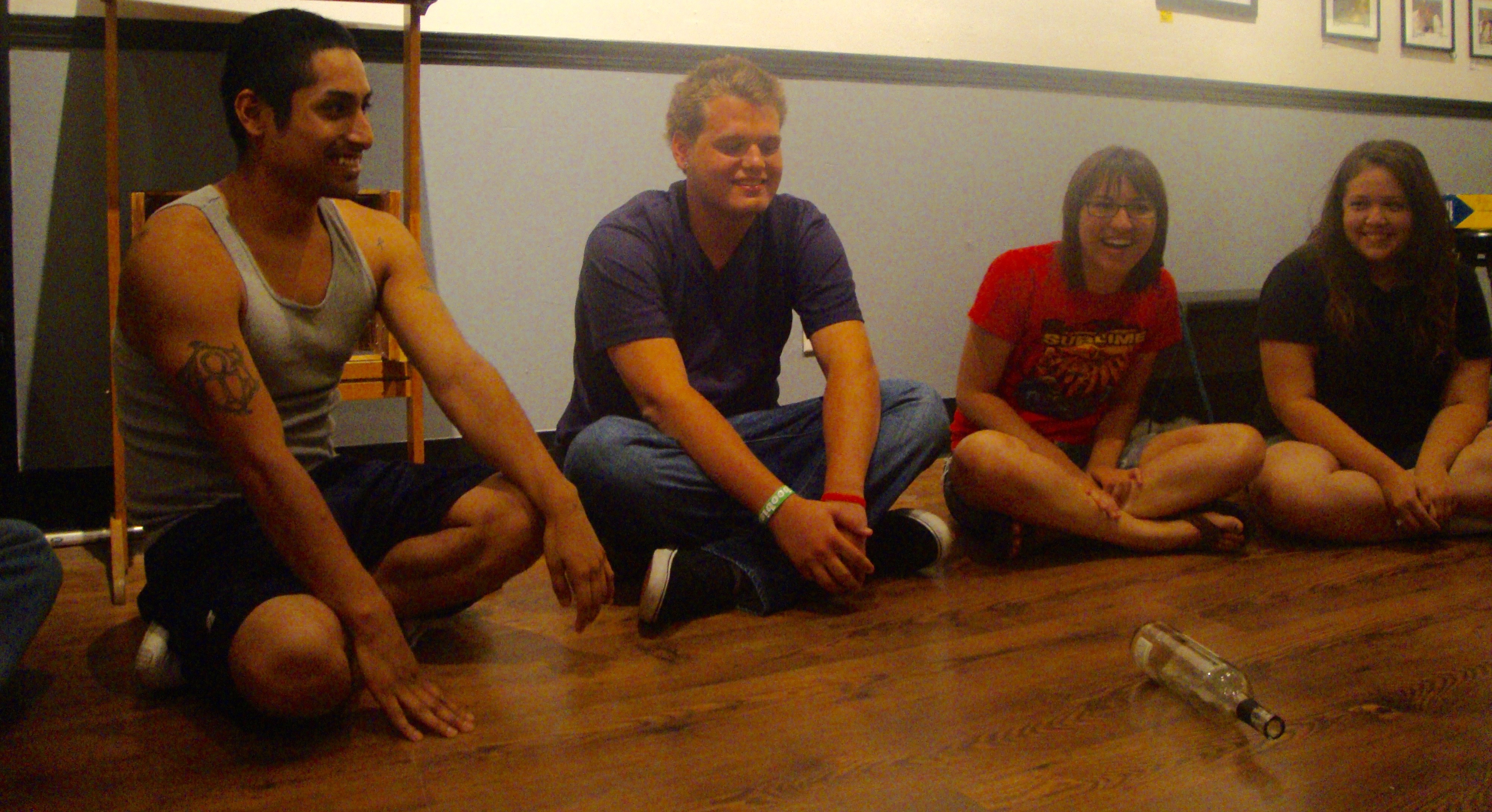
Гра в бутилочку

«Бутилочка» (рос. буты́лочка, досл. «пляшечка») — підліткова гра, суть якої полягає в тому, що учасники по колу розкручують пляшку, обертанням якої визначається гравець, якого потрібно поцілувати. 

## Ігровий процес
Кілька гравців (від 4, краще від 6) сидять у колі, один з них розкручує пляшку — він повинен буде поцілувати ту людину, на яку вкаже шийка пляшки (або найближча особа протилежної статі); потім пляшку крутить той, на кого вона щойно вказала, і т. д. 

## Подібні ігри
Схожий принцип лежить в основі гри «Ширше коло» («Арам-шим-шим»), тільки в ролі пляшки виступає гравець, який обертається із заплющеними очима і витягнутою рукою в центрі кола або хороводу.

## Значення
Найчастіше гра стає першим досвідом поцілунку для гравців. Через це часом вводяться послаблюючі вимоги: цілуватися через аркуш паперу, рушник, марлю, хустку або подушку; тільки в щоку чи руку; при вимкненому світлі; вийшовши з приміщення тощо.
Гру використовують також на весільних урочистостях в оригінальному або видозміненому вигляді.